# Donovan Clingan
Donovan John Clingan (* 23. Februar 2004 in Bristol (Connecticut)) ist ein US-amerikanischer Basketballspieler.

## Werdegang
Nach seiner Schulzeit an der Bristol Central High School wechselte Clingan 2022 an die University of Connecticut. 2023 und 2024 gewann er mit UConn den NCAA-Meistertitel. Während er in Saison 2022/23 Ergänzungsspieler war, trug Clingan in der Saison 2023/24 zu diesem Erfolg in 35 Einsätzen im Durchschnitt 13 Punkte, 7,4 Rebounds und 2,5 geblockte gegnerische Würfe bei.
Im April 2024 gab Clingan seinen Wechsel in den Berufsbasketballsport bekannt. In manchen Ranglisten wurde ihm im Vorfeld des NBA-Draftverfahrens 2024 vorausgesagt, an erster Stelle ausgewählt zu werden. Clingan wurde letztlich als siebter Spieler aufgerufen, er kam zu den Portland Trail Blazers.

### Persönliches
Seine 2018 verstorbene Mutter Stacey spielte Basketball an der University of Maine.